# Ripon, Kalifornien
Ripon är en stad (city) i San Joaquin County, i delstaten Kalifornien, USA. Enligt United States Census Bureau har staden en folkmängd på 14 527 invånare (2011) och en landarea på 13,7 km².